# Aleksandr Bulanov
Aleksandr Bulanov (in russo Александр Буланов?; Leningrado, 26 dicembre 1989) è un pesista russo, campione europeo juniores nel 2007.

## Biografia
Nel luglio 2009 è stato trovato provato positivo al Metandrostenolone in un controllo antidoping a sorpresa ed è stato squalificato due anni dalle competizioni fino al 20 luglio 2011.

## Palmarès
| Anno | Manifestazione    | Sede      | Evento         | Classifica | Risultato | Note |
| ---- | ----------------- | --------- | -------------- | ---------- | --------- | ---- |
| 2007 | Europei juniores  | Hengelo   | Getto del peso | Oro        | 19,95 m   |      |
| 2008 | Mondiali juniores | Bydgoszcz | Getto del peso | Argento    | 20,14 m   |      |
| 2013 | Europei indoor    | Göteborg  | Getto del peso | 6º         | 19,70 m   |      |
| 2015 | Universiadi       | Gwangju   | Getto del peso | Bronzo     | 19,84 m   |      |

## Campionati nazionali
2009
- 10º ai campionati nazionali russi indoor, getto del peso - 18,02 m

2011
- 8º ai campionati nazionali russi, getto del peso - 18,96 m

2012
- 10º ai campionati nazionali russi, getto del peso - 18,70 m

2013
- ai campionati nazionali russi indoor, getto del peso - 19,86 m
- 7º ai campionati nazionali russi, getto del peso - 19,06 m

2014
- 6º ai campionati nazionali russi indoor, getto del peso - 19,39 m
- 6º ai campionati nazionali russi, getto del peso - 19,48 m

2015
- 5º ai campionati nazionali russi indoor, getto del peso - 19,08 m
- 6º ai campionati nazionali russi, getto del peso - 19,31 m

## Altre competizioni internazionali
2014
- Argento al Moscow Challenge ( Mosca), getto del peso - 19,71 m